# Wasilij Czerdincew
Wasilij Makarowicz Czerdincew (ros. Василий Макарович Чердинцев, ur. 14 stycznia 1927 we wsi Archipowka w obwodzie orenburskim, zm. 30 grudnia 2018) – kombajnista kołchozu, dwukrotny Bohater Pracy Socjalistycznej (1966 i 1984).

## Życiorys
Urodzony w rosyjskiej rodzinie chłopskiej, po ukończeniu w 1942 ośmiu lat szkoły średniej pracował jako kombajnista stanicy maszynowo-traktorowej, a w latach 1949–1950 uczył się w szkole kadr mechanizatorskich we wsi Pokrowka. Od 1958 kombajnista w kołchozie "Rasswiet" w rejonie sakmarskim w obwodzie orenburskim, w latach 1981–1983 zastępca członka, a 1983–1990 członek KC KPZR. Podczas swojej pracy w kołchozie zebrał i wymłócił łącznie około 500 tysięcy kwintali zboża. Deputowany do Rady Najwyższej ZSRR dwóch kadencji.

## Odznaczenia i nagrody
- Medal Sierp i Młot Bohatera Pracy Socjalistycznej (dwukrotnie – 23 czerwca 1966 i 6 czerwca 1984)
- Order Lenina (trzykrotnie – 23 czerwca 1966, 23 grudnia 1976 i 6 czerwca 1984)
- Order Rewolucji Październikowej (8 kwietnia 1971)
- Order Czerwonego Sztandaru Pracy (15 grudnia 1972)
- Nagroda Państwowa ZSRR
- Medal Wystawy Osiągnięć Gospodarki Narodowej ZSRR (dziewięciokrotnie)

I medale.